# Burnt Offering
Burnt Offering ist eine US-amerikanische Death- und Thrash-Metal-Band aus Chicago, Illinois, die im Jahr 1987 gegründet wurde, sich 1990 auflöste und 1997 wieder zusammenfand.

## Geschichte
Die Band wurde im Jahr 1987 gegründet und veröffentlichte noch im selben Jahr ihr erstes Demo Death Decay. Die Band erreichte einen Vertrag bei Walkthrufyre Records, worüber im Herbst 1989 das selbstbetitelte Debütalbum erschien. Im Jahr 1990 erreichte die Band durch den Chicagoer Promoter Jam Productions Auftritte mit Bands wie Death, Dark Angel, Kreator, Coroner, Sacred Reich und Candlemass. Außerdem spielte die Band als Vorgruppe bei Sepulturas ersten Konzert in den USA überhaupt, ehe sich die Band Ende 1990 auflöste.
Im Juli 1997 fand die Band wieder zusammen und probte wieder, ehe im Oktober das erste Konzert seit der Wiedervereinigung zusammen mit Transmetal stattfand. Im Januar 1998 erschien über das bandeigene Label Modern Day Recordings die Kompilation Death Decay Complete, die das Debütalbum sowie das erste Demo umfasste. Der Veröffentlichung folgte eine Tour durch Mexiko, die Auftritte in neun Städten umfasste. Anfang 1998 erreichte die Band die Aufmerksamkeit des Magazins S.O.D. (Sounds of Death) aus Missouri. Bei dem Label des Magazins erschien das zweite Album Walk of the Dead, nachdem die Band sich Ende Sommer 1998 ins Studio begeben hatte und die Aufnahmen im Oktober beendet hatte.

## Stil
Die Band spielt aggressiven, einfach gestrickten Thrash Metal, der jedoch nicht für gelegentliche Hörer des Genres geeignet ist. Außerdem ist der Einsatz von Soli charakteristisch.

## Diskografie
- 1987: Death Decay (Demo, Eigenveröffentlichung)
- 1989: Burnt Offering (Album, Walkthrufyre Records)
- 1997: Death Decay Complete (Kompilation, Modern Day Recordings)
- 1998: Walk of the Dead (Album, S.O.D. Records)